# Kinhin

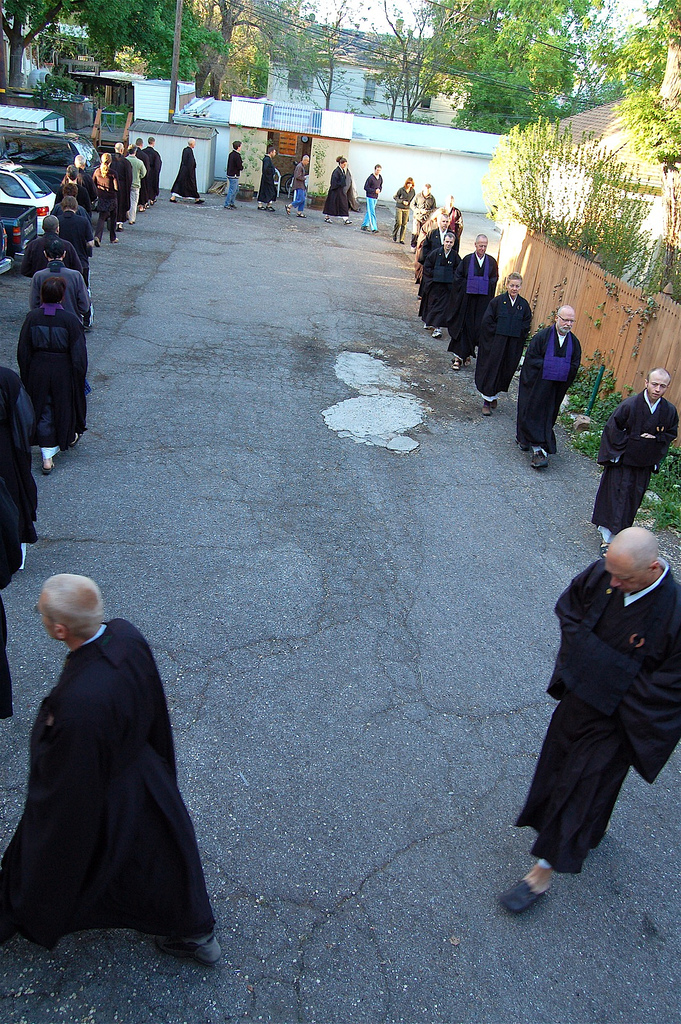
Mitglieder des Kanzeon Zen Center in Salt Lake City (Utah) während des Kinhin

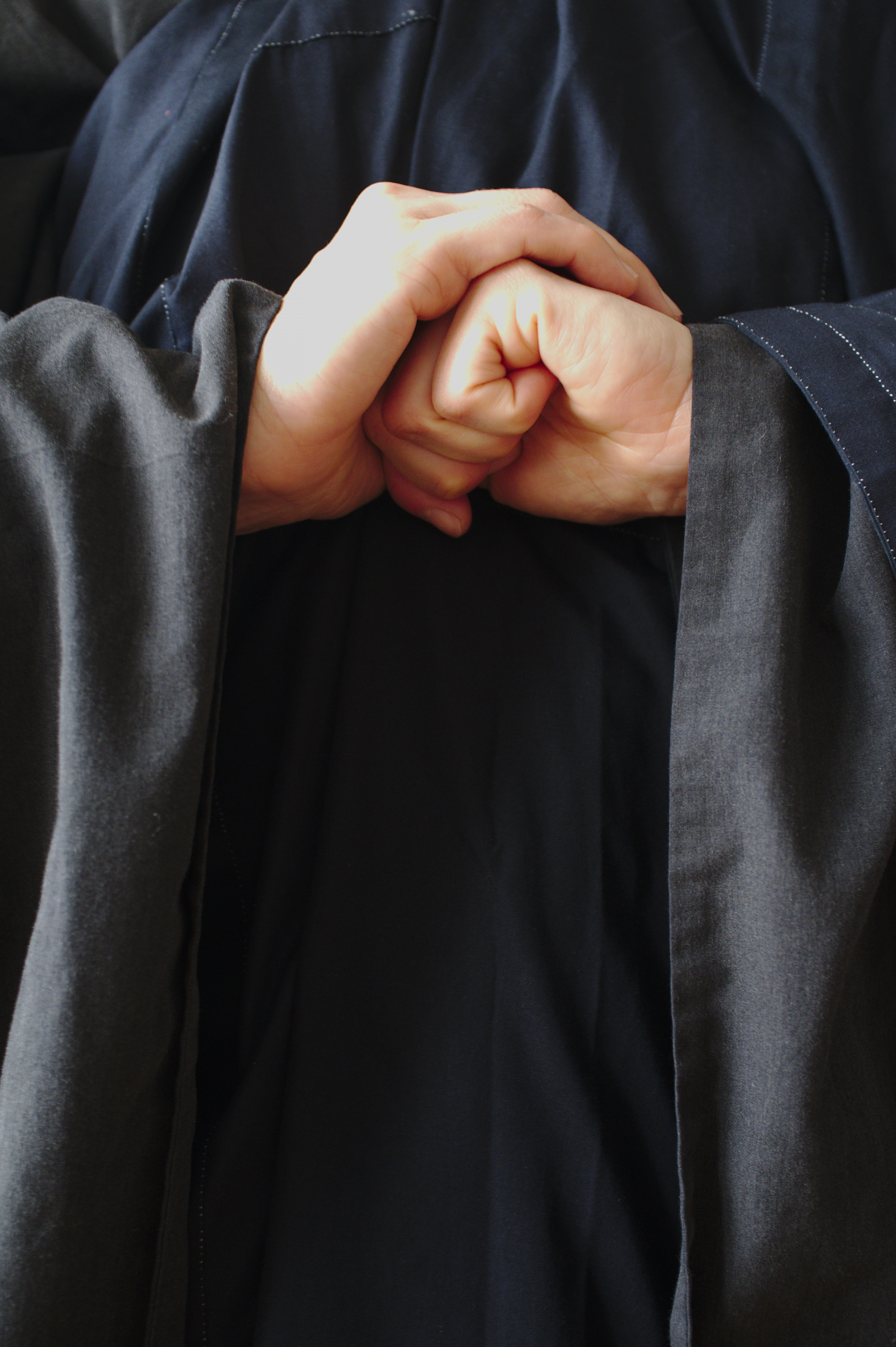
Handhaltung beim Kinhin

Kinhin (japanisch 経行, auch Kyōgyō gelesen; chinesisch 經行, Pinyin jīngxíng) ist im Zen-Buddhismus die Meditation im Gehen oder das Gehen in Achtsamkeit und Bewusstheit.
Die Geschwindigkeit im Kinhin variiert – von langsam, wobei beim Ausatmen und beim Einatmen je ein Schritt gesetzt wird, bis zu einem zügigen Tempo –, insbesondere, wenn es im Freien geübt wird. Während die Übenden dicht hintereinander, quasi im Gänsemarsch, ihre bewussten Schritte tun, halten sie die Hände im shashu. Im Sōtō-Zen, bei dem sich Kinhin-Praktizierende im Uhrzeigersinn bewegen, bedeutet shashu, dass die linke Faust, umschlossen von der rechten Hand, vor dem Oberkörper ruht, wobei die Unterarme von Ellbogen zu Ellbogen etwa parallel zum Boden sind. 
Jeder Schritt, der eine Länge von einem halben Fuß hat, wird nach einem vollen Atemzug ausgeführt, wodurch der Eindruck eines langsamen Laufs entsteht. Der Beginn von Kinhin wird durch zwei Glockenschläge (kinhinsho) angekündigt, das Ende durch einen einzigen Schlag (chukaisho 抽解鐘 „das Glockenspiel zum Abschied“). Mit dem rechten Fuß wird begonnen. Beim Ausatmen drückt die Person sich mit dem festen, gestreckten vorderen Bein und dem entspannten hinteren Bein vom Boden ab. Die Ferse des hinteren Beins bleibt auf dem Boden oder fast auf dem Boden: Man sagt, dass eine Ameise darunter durchkriechen kann. Mit zunehmender Ausatmung verlagert sich das Körpergewicht auf das vordere Bein, insbesondere auf die Wurzel des großen Zehs. Am Ende der Ausatmung lösen sich die Spannungen, es wird spontan eingeatmet und das hintere Bein schiebt sich nach vorne. 
Die im Gegenuhrzeigersinn gehenden Rinzai-Praktizierenden bedecken die rechte innere Hand mit der ebenfalls offenen linken äußeren Hand, wobei die Daumen verschränkt sind, d. h. der Daumen der äußeren Hand zeigt nach innen und umgekehrt. Landläufig wird angenommen, dass das Kinhin den Schülern einen Ausgleich zum Zazen geben soll. Tatsächlich ist es aber eine Meditationspraxis, die dem Zazen gleichwertig zur Seite steht. Die Praxis des achtsamen Gehens kann bis auf den historischen Buddha zurückverfolgt werden. Es weist auch auf die Umsetzung des Zen im Alltag hin. 
Kinhin ist meist eine kurze Übung, und es gibt verschiedene Möglichkeiten der achtsamen Schulung. Im Gänsemarsch kann auf Abstand (gegebenenfalls auf Gleichschritt) und auf die Fußsohlen geachtet werden. 